# Беста Юнайтед ПНГ

Старий логотип клубу

Беста Юнайтед Папуа Нова Гвінея або просто «Беста Юнайтед ПНГ» (англ. Besta United Papua New Guinea) — напівпрофесіональний футбольний клуб з міста Лае, в Папуа Новій Гвінеї.

## Історія
«Беста Юнайтед» фактично є одним з відділів Футбольної Асоціації Папуа Нової Гвінеї. Клуб складається з гравців Молодіжної збірної Папуа Нової Гвінеї U-20.
В 2009 році клуб дебютував у напівпрофесійній Національній Соккер Лізі ПНГ та посів у ній останнє 9-те місце. В наступному сезоні команда посіла за підсумками регулярної частини сезону 4-те місце та кваліфікувалася для участі в чемпіонському плей-оф. В сезоні 2011/12 років клуб посів за підсумками регулярної частини сезону 3-тє місце та знову кваліфікувалася для участі в чемпіонському плей-оф. Команда дійшла до втішного фіналу, де в серії післяматчевих пенальті з рахунком 4:3 переграла Токуко Юніверситі. В 2014 році в національному чемпіонаті команда посіла передостаннє 6-те місце., а в наступному сезоні — останнє 7-ме місце. В сезоні 2015/16 років «Беста Юнайтед» посів передостаннє 5-те місце в північній зоні Національної Соккер Ліги ПНГ.

## Досягнення
- Національна Соккер Ліга ПНГ:
  -  Бронзовий призер (1): 2011/12

## Відомі гравці
- Рональд Варисан
- Філіп Стівен
- Роланд Бала
- Джошуа Талау
- Фелікс Комолонг
- Джейкоб Сабуа
- Еммануель Саймон
- Папалау Авеле
- Джамал Сеето
- Томмі Семмі